# Pianokonsert nr 9 (WA Mozart)
Wolfgang Amadeus Mozarts pianokonsert nr 9 i Ess-dur (K. 271) komponerades 1777 - samma år som de fem violinkonserterna kom till. "Jeunehommekonserten", som den också brukar kallas, ses av många som Mozarts första mästerverk bland pianokonserterna.
Konserten fick sitt namn av en fransk pianist vars förnamn är okänt. Hon var en, vid den tiden, mycket känd konsertpianist. Den unge Mozart var mycket imponerad av hennes stil och sätt att tänja på reglerna och gränserna. Han inspirerades så mycket att han komponerade en konsert till hennes ära där han just tänjde på gränserna.
Ovanstående stämmer ej, se länk
http://members.aon.at/michaelorenz/jenamy/